# Consommation effective des ménages
La consommation effective des ménages inclut tous les biens et les services acquis par les ménages résidents pour la satisfaction de leurs besoins, que ces acquisitions aient fait, ou non, l'objet d'une dépense de leur part. Elle se distingue de la consommation finale qui correspond aux dépenses des ménages en biens de consommation.

## Définition de la consommation finale et effective des ménages
La consommation effective des ménages comprend selon l'Insee :
- les biens et des services acquis par les dépenses de consommation finale de ces ménages ;
- les biens et les services qui, ayant fait l'objet de dépenses de consommation individuelle des administrations publiques ou des institutions sans but lucratif au service des ménages, donnent lieu à des transferts sociaux en nature de leur part vers les ménages.

Elle se distingue de la consommation finale des ménages, qui comprend les dépenses de consommation des ménages (dépenses que les ménages supportent directement) et les consommations individualisables incluses dans la dépense de consommation finale des administrations (par exemple les dépenses pour l'éducation et pour la santé).
Eurostat distingue également la consommation finale de la consommation effective :
- les dépenses de consommation finale[3] comprennent les dépenses des résidents (ménages, mais aussi entreprises dont le principal centre d'intérêt économique se situe sur le territoire) concernant des biens et des services utilisés pour la satisfaction directe des besoins ou désirs individuels ou pour les besoins collectives des membres de la communauté ;
- les dépenses de consommation monétaire finale des ménages[4] comprennent les dépenses faites par les ménages pour des biens ou des services utilisés pour la satisfaction directe des besoins ou désirs individuels. Cette donnée est utilisée pour le calcul des indices de prix harmonisés ;
- la consommation individuelle effective [5] comprend tous les biens et services effectivement consommés par les ménages, c'est-à-dire les biens et services achetés directement par ces ménages, mais aussi les services fournis par des institutions à but non lucratif et le gouvernement pour la consommation indlolividuelle (par exemple les services de santé ou d'éducation). Cette donnée est utilisée de manière préférentielle pour les comparaisons internationales, car la consommation des ménages au sens strict ne reflète pas l'étendue des services fournis ou non par les institutions à but non lucratif et le gouvernement.

## Consommation individuelle effective par habitant et PIB par habitant
La consommation individuelle effective par habitant décrit mieux l'état de bien-être matériel des ménages que le PIB par habitant, qui reflète principalement le niveau d'activité économique.
Le rapport de la commission Stiglitz sur la mesure des performances économiques et du progrès social recommandait ainsi de se référer, dans le cadre de l’évaluation du bien-être matériel, aux revenus et à la consommation plutôt qu’à la production.
En 2011, le PIB par habitant a varié de un à six selon les vingt-sept États membres de l'Union européenne alors que la consommation individuelle effective par habitant a varié de 45 % à 140 % de la moyenne de ces mêmes États, ces calculs étant effectués en standards de pouvoir d'achat. La consommation individuelle effective représentait 70 % du PIB dans l'Union.

### Sites externes
- (en) Household consumption expenditure - national accounts (Eurostat)
- (en) GDP per capita, consumption per capita and price level indices (Eurostat) : PIB par habitant et consommation individuelle effective (actual individual consumption) dans les vingt-sept pays de l'Union européenne